# Działko Typ 99-1
Działko Typ 99-1 (karabin maszynowy Marynarki Typ 99-1) – działko lotnicze kalibru 20 mm używane w samolotach Japońskiej Cesarskiej Marynarki Wojennej w okresie II wojny światowej.  Działko bazowało na licencyjnym Oerlikonie FF F.

## Nazwa
W Cesarskiej Marynarce Wojennej wszystkie automatyczne karabiny i działka lotnicze bez względu na ich kaliber określane były mianem kijuu (skrót od kikan juu czy „karabin maszynowy”), dalsze oznaczenie to rok wprowadzenia do służby i pokazywało dwie ostatnie cyfry roku według kalendarza japońskiego (2599 - 1939 w kalendarzu gregoriańskim).  W przypadku wprowadzenia modyfikacji w wyniku których powstał nowy model tej samej broni otrzymywała ona oznaczenie gata („model”), mniejsze modyfikacje w ramach tego samego modelu oznaczane były słowem kai (kaizo - „modyfikacja”, „zmiana”), na przykład oznaczenie 99 shiki 3 gata kai 2 jest tłumaczone jako „typ 99, model 3, druga modyfikacja”.

## Historia
W 1935 japońska Marynarka zakupiła przez podstawione osoby trzecie po kilka egzemplarzy działek Oerlikona FF F, FF L i FF S gdzie zostały zbadane i bardzo wysoko ocenione.  W 1937 utworzono firmę Dainihon Heiki KK która dzięki pomocy Marynarki zakupiła licencje do budowy wszystkich trzech działek.  Od 1939 firma Dainihon Heiki prowadziła już produkcję seryjną na dużą skalę.
Nazewnictwo produkowanych w Japonii oerlikonów FF F przeszło przez kilka zmian; pierwsze działa znane były jako „E shiki 1 gata” (wzór E, model 1 - „E” to skrót od „Erikon”, japońskiej pisowni Oerlikona), następnie znane były jako „E shiki 1 gou”, a do służby weszły już pod oznaczeniem „Typ 99-1” („99” to rok produkcji - zobacz wyżej, a „1” to pierwszy rodzaj takiego działka, w tym samym roku do produkcji, a później do służby weszło działko działko Typ 99-2).
Działko produkowane było w wersji stałej i ruchomej, wersja ruchoma było nieco cięższa (z powodu dodatkowych akcesoriów) i dłuższa (tłumik płomieni i inne).
W czasie wojny działka były wielokrotnie modernizowane, wersja nieruchoma działka miała cztery różne modele (gata), wersja ruchoma miała przynajmniej dwa modele, każdy z dwoma modyfikacjami (kai).
Z powodu stosunkowo niskiej prędkości wylotowej pocisków miały one dość zakrzywioną trajektorię lotu i działka tego typu nie było początkowo lubiane przez pilotów.
Działka Typ 99-1 używane były między innymi w takich samolotach jak:
- Kawanishi H6K[7]
- Kawanishi H8K[8]
- Mitsubishi G3M[9]
- Mitsubishi G4M[10]
- Kawanishi N1K[11]
- Mitsubishi A6M[12]
- Nakajima J1N[13]
- Nakajima C6N[14]
- Yokosuka P1Y[15]
- Mitsubishi J2M[16]